# Linaigrette à feuilles larges
Eriophorum latifolium
Espèce
Classification phylogénétique
Statut de conservation UICN

 LC  : Préoccupation mineure
La Linaigrette à feuilles larges (Eriophorum latifolium) est une plante herbacée vivace de 30 à 60 cm de hauteur de la famille des Cyperaceae.

## Description
C'est une plante en touffe lâche, dressée, sans stolons, aux feuilles basales planes et larges de près de 1 cm. Les fleurs hermaphrodites (contrairement aux Carex) sont regroupées en épillets. Elles sont entourées de nombreuses soies blanches qui croissent après la pollinisation, donnant aux inflorescences de 4 à 12 épillets pédonculés et penchés un aspect soyeux ou cotonneux.
Cette linaigrette se distingue de celle à feuilles étroites (E. angustifolium) par :
- souche cespiteuse
- feuilles caulinaires plus larges (3-8 mm)
- pédoncules des épillets scabres
- nombre plus élevé des épillets
- anthères plus courtes (1,5-2 mm)

## Caractéristiques
- Organes reproducteurs:
  - Type d'inflorescence: racème d'épis
  - répartition des sexes:  hermaphrodite
  - Type de pollinisation:  anémogame
  - Période de floraison:  mai à juillet
- Graine:
  - Type de fruit:  akène
  - Mode de dissémination:  anémochore
- Habitat et répartition:
  - Habitat type: tourbières basses médioeuropéennes à boréo-subalpines, basophiles
  - Aire de répartition: eurasiatique
- Données d'après: Julve, Ph., 1998 ff. - Baseflor. Index botanique, écologique et chorologique de la flore de France. Version : 23 avril 2004.

## Répartition
La linaigrette à feuilles larges est une plante assez rare qui se rencontre dans les marais calcaires, en plaine et jusqu'à 2 100 m d'altitude dans toute l'Europe.